# Adelaida Ferré Gomis
Adelaida Ferré Gomis (Barcelona, 24 de febrer de 1881 - Barcelona, 9 de març de 1955) fou una puntaire, mestra i historiadora barcelonina, també coneguda com a Adelaida Ferré Ruiz de Narváez.

## Biografia
Filla del pintor i decorador Pere Ferré, els primers estudis d'Adelaida Ferré foren a l'Escola Normal Superior de Mestres. Els amplià seguidament a l'Escola Municipal de Música de Barcelona i a l'Escola d'Institutrius. Allí va tenir com a mestre el folklorista Rossend Serra i Pagès (1863-1929).
Pel que fa a la formació artística, entre els anys 1902 i 1915, Adelaida va estudiar a l'Escola Superior d'Arts i Indústries i Belles Arts de Barcelona–Llotja. Va compaginar els estudis artístics amb els realitzats a l'Institut de les Arts del Llibre i a l'Institut de Cultura i Biblioteca Popular de la Dona, on va poder perfeccionar els seus coneixements a l'entorn de les puntes i altres labors. Un dels docents d'Adelaida en aquest institut fou el rander Josep Fiter Inglés, qui li degué despertar l'interès per la història de la punta.
En aquests anys també mostrava les seves obres en grans exposicions, com l'Exposición de retratos y dibujos modernos que l'any 1910 es va fer al Palau de Belles Arts, organitzada per l'Ajuntament de Barcelona, on es va poder veure la pintura Retrato de la niña María Font y Ferré. També va participar en l'Exposició d'Art de Barcelona del 1920 i en l'Exposició de ferros artístics que van organitzar el Gremi de Serrallers i Ferrers i la Mancomunitat de Catalunya a les Galeries Laietanes l'any següent.
Adelaida enfocà la praxi de labors com d'arts plàstiques cap a l'ensenyament. Va donar classes de dibuix artístic i gravat a l'Escola Municipal d'Arts del districte vuitè de Barcelona; de modelat i gravat a l'Escola Municipal de cecs, muts i altres discapacitats; d'Història de l'Art a l'Escola Professional de la Dona de la Diputació Provincial de Barcelona i classes de cuir repujat a la Saint George’s School for Ladies de Barcelona i a Acción Femenina. Però on Adelaida passà bona part de la seva vida professional va ser a l'Escola Municipal d'Oficis per la Dona, refundada després sota el nom d'Escola Municipal Lluïsa Cura. Allí va ser-ne professora de brodats i puntes des de 1911. En va ser nomenada directora el 1942; es jubilà al cap de deu anys.
L'esperit pedagog d'Adelaida, heretat molt segurament de Serra i Pagès, queda ben palès en la investigació que dugué a terme sobre qualsevol aspecte relacionat amb les activitats del tèxtil considerades femenines, especialment tot el que fa referència a la punta. Sempre interessada en la divulgació, Adelaida no només va practicar-la a través de l'ensenyament a les aules sinó també en nombroses conferències i en l'elaboració d'articles.
Adelaida és la gran historiadora de la punta a casa nostra. A part del rigor i la serietat dels seus treballs, la rellevància de la seva obra rau en el fet que, en el moment en el qual comença a teoritzar sobre aquest art, la bibliografia respectiva produïda a casa nostra era ben escassa. En una primera etapa, els seus estudis apareixeran en publicacions com Joventut, Art Jove o La Veu de Catalunya, entre d'altres. Entre els anys 1931 i 1948 els principals estudis de Ferré apareixeran al Butlletí dels Museus d'Art de Barcelona, institució en la qual col·laborà documentant-ne el fons tèxtil. De les investigacions de Ferré, se n'obtenen infinitat de dades de gran valor i utilitat a l'hora de traçar una història de la producció tèxtil tant a dins com a fora de les nostres fronteres.
Igualment, va fer una bona tasca de documentació i catalogació dels fons dels museus d'art de Barcelona dirigits per Joaquim Folch i Torres.
Pel que fa a la punta al coixí, Adelaida es mostra en els seus articles com una gran coneixedora del seu passat però també del seu present, tant a Catalunya com a la resta d'Europa. Tècniques, folklore, història o lèxic de la punta, Adelaida no va deixar de tractar i estudiar a fons cap d'aquests camps.
Com Joan Amades i altres destacats folkloristes, també es va interessar per la llengua internacional esperanto i el 1909 va participar en el cinquè congrés internacional d'aquesta llengua, celebrat a Barcelona.
Avui, aquesta barcelonina és recordada per haver estat, en certa manera i juntament amb Francesca Bonnemaison, l'origen de l'Escola de Puntaires de Barcelona. Va ser Adelaida qui va encarregar a les germanes Antònia i Montserrat Raventós i Ventura que donessin classes de puntes a l'Escola Lluïsa Cura, de la qual ella era directora.
Cal destacar a més l'estreta relació d'Adelaida amb el Foment de les Arts Decoratives i amb el Centre Excursionista de Catalunya.
El Museu de la Pesca de Palamós i la Biblioteca de Catalunya conserven ex-libris d'Adelaida Ferré. Així mateix, el Museu Marés de la Punta guarda dues mostres de punta dissenyades per ella i elaborades per Clotilde Pascual que van participar en l'exposició de Barcelona de 1918 al Palau de Belles Arts organitzada pel Foment de les Arts Decoratives.